# 陳團英
陳團英（タン・トゥワンエン、	タン・トゥアンエン、Tan Twan Eng、1972年 - ）は、マレーシア人の小説家である。2012年に出版され2019年に映画化もされた小説『夕霧花園』（The Garden of Evening Mists ）の著者として知られる。

## 生涯
1972年にペナン島で生まれ、クアラルンプールで育つ 。先祖は、プラナカンである。主に英語を話し、ペナンの福建語、広東語を少し話す。
ロンドン大学で法律を学んだ後、クアラルンプールの有力な法律事務所の一つで弁護士として活動する。その後、専業の小説家となった。
合気道の初段を所持しており、現在はマレーシアと南アフリカに居住している。

## 作家として
2007年に第1作のThe Gift of Rain を出版する。この作品はブッカー賞の初期候補作品として選出された 。現在は、イタリア語、スペイン語、ギリシャ語、ルーマニア語、チェコ語、セルビア語、フランス語、ロシア語、ハンガリー語に翻訳されている。
2012年に２作目の『夕霧花園』（The Garden of Evening Mists）を出版する。この作品は2012年のブッカー賞最終候補作に選出されたほか 、マン・アジア文学賞とウォルター・スコット歴史小説賞を受賞した。その後、阿部寛や李心潔、ジョン・ハナー、デヴィッド・オークス、シルヴィア・チャンなどが出演した『夕霧花園』として映画化された。
執筆以外の活動として、多くの文芸フェスティバルで登壇している。参加したフェスティバルには、シンガポール作家フェスティバル、ウブド作家・読者フェスティバル（バリ）、アジアマン・ブッカー賞フェスティバル（香港）、上海国際文学フェスティバル、パース作家フェスティバル、フランシュフック文学フェスティバル（南アフリカ）、ボーダースブックフェスティバル、（メルローズ）、ジョージタウン文学フェスティバル（ペナン）、HeadRead文学フェスティバル（タリン）などがある。
2023年の国際ブッカー賞の審査員として、マレーシア人としては初めて選出された。

## 作品
- The gift of Rain（2007）
- 『夕霧花園』The Garden of Evening Mists（2011）
  - 日本語訳『夕霧花園』宮崎一郎訳、彩流社、2023年

## 受賞歴
- マン・アジア文学賞[17]
- ウォルタースコット歴史小説賞[18]